# SA-Standarte „Feldherrnhalle“

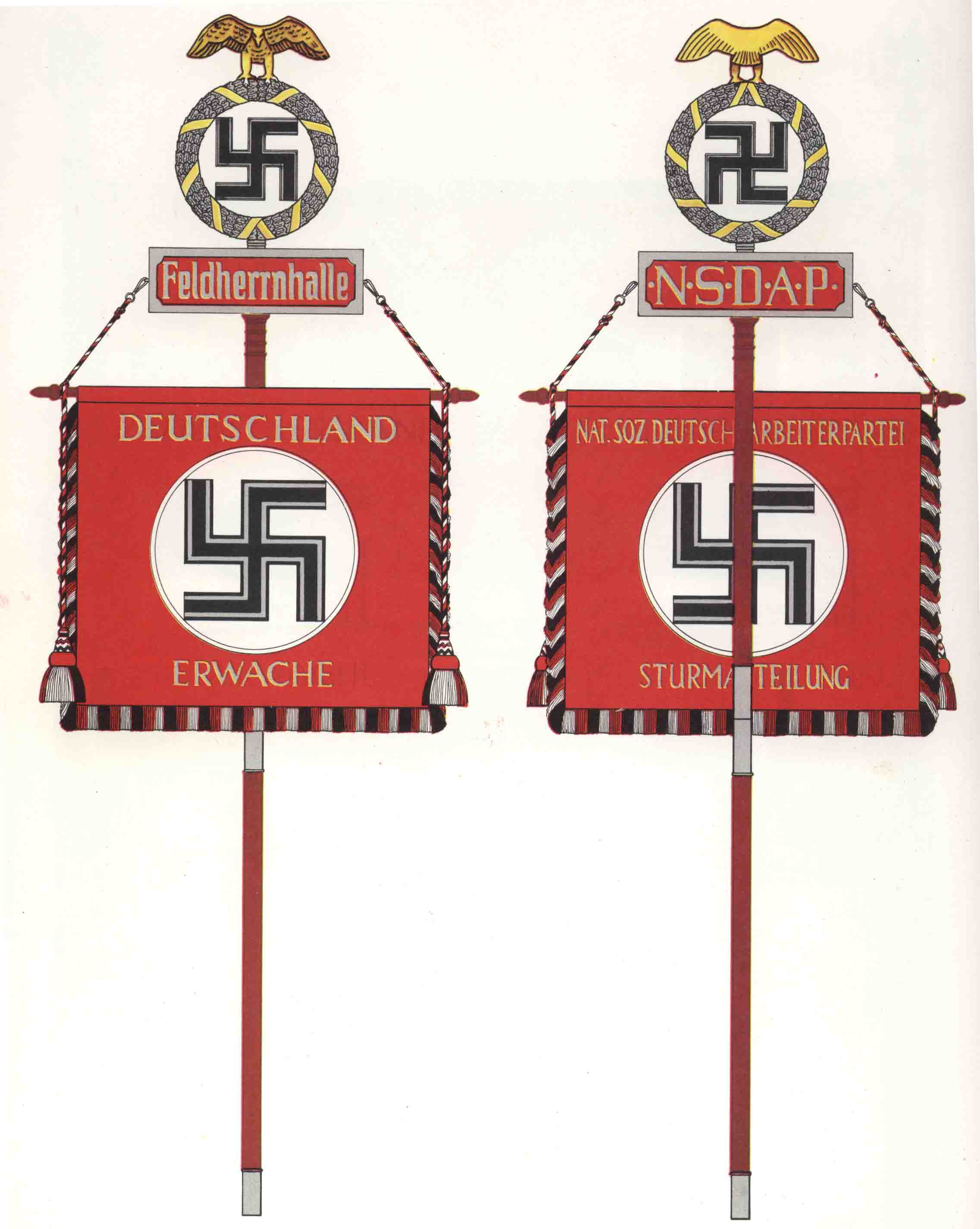
Standarte der SA-Standarte „Feldherrnhalle“ (links Vorderseite, rechts Rückseite)

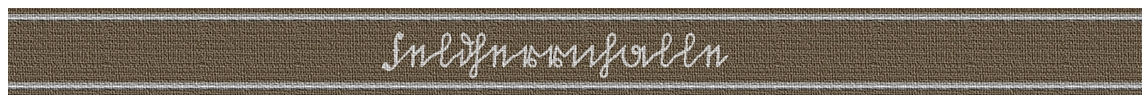
Ärmelstreifen Feldherrnhalle

Die SA-Standarte „Feldherrnhalle“ war von 1935 bis 1945 eine stehende und bewaffnete Einheit der nationalsozialistischen Sturmabteilung, der SA. Sie galt als Gegenstück zu den Verbänden der SS-Verfügungstruppe.

## Geschichte
Die SA-Standarte „Feldherrnhalle“ wurde nach dem sogenannten Röhm-Putsch 1934 durch den SA-Führer Viktor Lutze als SA-Wachstandarte München gegründet und war als Wachstandarte „Stabschef“ bald über das ganze Reich verteilt (mit sechs Sturmbannen in München, Berlin, Hattingen, Krefeld, Stettin und Stuttgart). Die SA-Standarte war zusammen mit dem SS-Wachsturmbann „Oberbayern“ (der späteren 1. SS-Totenkopfstandarte) für die Ehrenwache am NSDAP-Ehrenmal an der Feldherrnhalle in München zuständig. Am 11. September 1936 wurde auf dem Reichsparteitag der Name und die Standarte „Feldherrnhalle“ verliehen.
Am 12. Januar 1937 wurde Hermann Göring „SA-Ehrenstandartenführer“. Vier Wochen später entzog Luftwaffenchef Göring Viktor Lutze die Kontrolle über die Einheit. Teile der Standarte wurden daher zum Luftlandeeinsatz ausgebildet und bei Kriegsbeginn in die Luftwaffe (7. Flieger-Division) eingegliedert. Im öffentlichen und Paradedienst trugen die Angehörigen der SA-Standarte „Feldherrnhalle“ braune SA-Uniformen mit zwei Achselklappen und Luftwaffenhoheitsabzeichen, im Felddienst und Manöver das Fliegergrau mit dem Ärmelstreifen Feldherrnhalle.
Verbleibende Teile der Standarte, so das III. Bataillon, wurden zu Beginn des Krieges Teil des 271. Infanterieregiments der Wehrmacht, das der 93. Infanterie-Division unterstand. Das Infanterie-Regiment 271 erhielt am 9. August 1942 die Bezeichnung „Feldherrnhalle“. Ab 1943 gab es die Panzergrenadier-Division Feldherrnhalle, die aus dem Infanterie-Regiment 271 und Resten der 60. Infanterie-Division (mot.) gebildet wurde. 1945 wurden noch die Panzer-Division Feldherrnhalle 1 und Panzer-Division Feldherrnhalle 2 aufgestellt. Die Bezeichnung „Feldherrnhalle“ für die Verbände sollte auch hier die Verbundenheit mit der SA-Standarte „Feldherrnhalle“ ausdrücken.
Nach der bedingungslosen Kapitulation 1945 wurde die SA (wie die NSDAP und die SS) mit dem Kontrollratsgesetz Nr. 2 verboten und ihre Verbände aufgelöst.

## Kommandeure
- Erich Reimann, vom 23. März 1936 an Führer der SA-Wachstandarte Feldherrenhalle, ab 1937 SA-Gruppenführer
- Erwin Kübler, SA-Brigadeführer ab 1942[1]